# Fasci siciliani
(Mario Rapisardi, Lettera a Napoleone Colajanni, Catania, 1894)
I fasci siciliani, detti anche fasci siciliani dei lavoratori, furono un movimento di massa di ispirazione libertaria, democratica e socialista spontaneista, sviluppatosi in Sicilia dal 1889 al 1894 e diffusosi fra proletariato urbano, braccianti agricoli, minatori e operai. Fu disperso solo dopo un duro intervento militare durante il governo Crispi, avallato dal re Umberto I.

## Storia

Giuseppe de Felice Giuffrida

Il movimento fu fondato ufficialmente il 1º maggio 1891 a Catania da Giuseppe de Felice Giuffrida, ma esisteva già, formatosi in maniera spontanea alcuni anni prima il 18 marzo 1889 a Messina. A questo fece seguito il Fascio di Palermo (29 giugno 1892) guidato da Rosario Garibaldi Bosco e la costituzione del Partito dei Lavoratori Italiani (agosto 1892). Il 4 settembre 1892, fu costituito il Fascio dei lavoratori trapanesi, di cui fu eletto presidente Giacomo Montalto. A questi si aggiunsero quello di Siracusa, uno dei primi con cinquemila aderenti, presieduto dall'avvocato Luigi Leone, e altri ancora, tanto che già alla fine del 1892 il movimento si era diffuso in tutto il resto dell'isola con sedi in ogni capoluogo tranne Caltanissetta, la cui sede fu aperta nel marzo 1893. Il 20 gennaio 1893, a Caltavuturo, vicino a Palermo, cinquecento contadini, di ritorno da un'occupazione simbolica di alcune terre del demanio, furono dispersi da soldati e carabinieri armati di fucile che uccisero tredici manifestanti. «In un primo tempo» scrive don Giuseppe Guarnieri «la popolazione, nell'udire gli spari, pensò trattarsi di mortaretti fatti scoppiare in onore di San Sebastiano, ma ben presto fu chiara la tragica realtà di una inumana e inutile strage che poteva e doveva essere evitata». A seguito di tale massacro furono organizzate numerose manifestazioni di solidarietà sia da parte dei Fasci siciliani, sia nel resto d'Italia, che aumentarono l'esasperazione dello scontro sociale.
Il 21 e 22 maggio 1893 si tenne il congresso di Palermo cui parteciparono 500 delegati di quasi 90 Fasci e altri circoli socialisti. Fu eletto il Comitato Centrale, composto da nove membri comprendenti Giacomo Montalto per la provincia di Trapani, Nicola Petrina per la provincia di Messina, Giuseppe de Felice Giuffrida per la provincia di Catania, Luigi Leone per la provincia di Siracusa, Antonio Licata per la provincia di Girgenti, Agostino Lo Piano Pomar per la provincia di Caltanissetta, Rosario Garibaldi Bosco, Nicola Barbato e Bernardino Verro per la provincia di Palermo. L'apice dello scontro fu raggiunto nell'autunno del 1893, quando il movimento organizzò scioperi in tutta l'isola e tentò un'effimera insurrezione. La società siciliana fu sconvolta, ovunque si ebbero violenti scontri sociali, e il movimento dettò le sue condizioni alla proprietà terriera per il rinnovo dei contratti.
In questo contesto si dimise il Governo Giolitti I al quale seguì quello presieduto dal siciliano Francesco Crispi, il quale decise di reprimere il movimento avallando un intervento militare tra il dicembre 1893 e il gennaio 1894 comprendente esecuzioni sommarie e arresti di massa nelle seguenti località:
- Giardinello (10 dicembre, undici morti),
- Lercara Friddi (25 dicembre, dodici morti),
- Pietraperzia (1º gennaio, nove morti),
- Gibellina (2 gennaio, venti morti),
- Belmonte Mezzagno (2 gennaio 1894, due morti),
- Marineo (3 gennaio, diciotto morti),
- Santa Caterina Villarmosa (5 gennaio, quattordici morti).

Il 4 gennaio fu emesso un decreto reale che proclamava lo stato d'assedio in tutta l'isola, il movimento fu sciolto e i capi furono arrestati dal Commissario Regio Roberto Morra di Lavriano. Il 30 maggio il tribunale militare di Palermo condannò Giuseppe de Felice Giuffrida a 18 anni di carcere, e Bosco, Barbato e Verro a 12 anni di carcere quali capi e responsabili dei Fasci siciliani. Il 14 marzo 1896, con un atto di amnistia, fu concessa la clemenza a tutti i condannati in seguito ai fatti dei fasci siciliani.

## Contesto in Sicilia
Sull'esempio del fascio operaio nato nell'Italia centro-settentrionale, il movimento fu un tentativo di riscatto delle classi meno abbienti. Inizialmente era formato dal proletariato urbano, a cui si aggiunsero braccianti agricoli, solfatari (minatori nelle miniere di zolfo), lavoratori della marineria e operai, che protestavano sia contro la proprietà terriera siciliana, sia contro lo Stato che appoggiava apertamente la classe benestante. La società in Sicilia era all'epoca molto arretrata, il feudalesimo, sebbene abolito (dagli stessi aristocratici illuminati) agli inizi del XIX secolo, aveva condizionato la distribuzione delle terre e quindi delle ricchezze. L'unità d'Italia, d'altro canto, non aveva portato i benefici sociali sperati e il malcontento covava fra i ceti più umili. Il movimento chiedeva fondamentalmente delle riforme, soprattutto in campo fiscale, e una più avanzata normativa nell'ambito agrario, che permettesse una revisione dei patti agrari (abolizione delle gabelle) e la redistribuzione delle terre. Una grande forza rivoluzionaria si ebbe anche fra le minoranze presenti nell'isola, in particolar modo quella albanese, in cui un folto gruppo di donne arbëreshë fu particolarmente agguerrito e fiducioso in un possibile cambiamento.